# Poletes
Poletes (en grec antic πωληταί) era un cos de deu magistrats atenencs adscrits a l'erari públic, encarregats de les concessions de terres públiques i explotacions mineres i d'administrar les taxes procedents de duanes, confiscacions i altres.
Supervisaven també les construccions i reparacions de les muralles i posaven a la venda els béns dels deutors públics que no havien satisfet els deutes amb l'estat o no havien pagat la isfora o impost extraordinari que es demanava en algunes ocasions.
Eren escollits per sorteig un per cada tribu, segons Eli Harpocració, i actuaven sota l'autoritat de la bulé dels Cinc-cents que tenia al seu càrrec els afers financers de l'administració i havia de ratificar els seus acords. Vigilaven també als residents estrangers (metecs) que no pagaven la seva taxa de residència.
Supervisaven les inscripcions públiques dels ciutadans i tenien cura, sota la direcció de l'arcont epònim, de controlar les propietats dels menors. Tenien un president anomenat prità.
Existien poletes en altres llocs de Grècia. A Epidamne, segons Plutarc, existia el poletes amb unes funcions diferents. Diu que els epidamnis eren veïns dels il·liris, i que en el seu comerç amb els bàrbars s'anaven corrompent. Elegien cada any un ciutadà honorable al que donaven el nom de poleta, a través del qual es realitzaven totes les transaccions comercials.